# Aulacophora indica
Aulacophora indica (лат.) — вид жуков-листоедов рода Aulacophora из подсемейства козявок (Galerucinae).

## Распространение
Бутан, Бирма, Вьетнам, Индия, Индонезия, Камбоджа, Китай, Лаос, Малайзия, Непал, Новая Гвинея, Россия, Самоа, Таиланд, Тайвань, Фиджи, Филиппины, Шри-Ланка, Южная Корея, Япония. Один из 10 видов рода, обнаруженных на Тайване.

## Описание
Мелкие ярко-окрашенные жуки, надкрылья жёлто-коричневые с чёрными пятнами (вплоть до полностью чёрных). Самцы: длина 6,5-8,0 мм, ширина 3,3-4,0 мм. Самки: длина 6,8-8,2 мм, ширина 3,4-4,1 мм). Усики 11-члениковые. Тело овально-вытянутое, места прикрепления усиков разделены, пронотум с поперечным вдавлением (бороздкой), эпиплеврон элитр усечён (резко суживается к вершине) за средней линией надкрылий, передние тазиковые впадины сзади открытые, абдоминальный 5-й вентрит трёхлопастный, голени вооружены апикальными шпорами, коготки лапок раздвоенные. Питаются двудольными растениями: Cucurbitaceae.
Вид был впервые описан в 1790 году, а его валидность была подтверждена в ходе ревизии рода тайваньским энтомологом Хи-Фенг Ли (Chi-Feng Lee; Taiwan Applied Zoology Division, Taiwan Agricultural Research Institute, Taichung, Тайвань) и голландским колеоптерологом Роном Биненом (Ron Beenen; Martinus Nijhoffhove, Nieuwegein, Нидерланды).